# Breach (personaje)
Erik Torsten, más conocido como Breach es un personaje que pertenece al videojuego (creado por Riot Games), Valorant. Fue revelado oficialmente el 7 de abril de 2020.

## Historia
Erik Torsten, un delincuente sueco, iba a ser condenado junto con el resto de su familia por sus crímenes. Sin embargo, al tratarse de un doble amputado congénito, el juez se mostró compasivo e indulgente con él y le impuso una condena menor que pronto permitió a Erik volver a las andadas. Erik se construyó sus propios brazos mecánicos y contraatacó con sus propios crímenes, haciéndose tan famoso por las cosas terribles que había hecho que tuvo que esconderse y exiliarse de su hogar. En esa época también conoció a la joven brasileña Tayane Alves, que trabajó con él durante un tiempo y le proporcionó importantes mejoras para sus armas, lo que dio lugar a la versión de acero al carbono con revestimiento de titanio que utiliza en la actualidad.
Más tarde, Torsten aceptó la oferta de convertirse en agente de VALORANT, aunque su incorporación no fue un camino de rosas. Tras dejar atrás su vida delictiva de acuerdo con el procedimiento de VP, sus antecedentes fueron sellados y se convirtió en el decimotercer agente del Protocolo, "Breach". A pesar de que ahora sirve a la organización secreta con acciones más dignas, las consecuencias de su pasado criminal permanecen para siempre, convirtiéndole en un hombre que, a pesar de todo lo que hace ahora, nunca podrá volver a casa.

## Personalidad
Si hay alguien que conoce mejor que nadie el riesgo -y la emoción- de su trabajo como agente de VALORANT, ese es probablemente Breach. Este hombre biónico ha insinuado tener un largo historial en el campo de batalla, y cualquier tiroteo es siempre divertido para él. Principalmente considera su ocupación actual en VALORANT como nada más que otro puesto en el que se deja caer en la lucha, gana y cobra. Sin embargo, también busca emociones y no duda en causar estragos por el camino.
Según Sova en sus líneas de voz, Breach carece de paciencia y tiende a precipitarse en los combates dejando atrás a su equipo. El sueco también se ha ganado la ira de Yoru por ser un bocazas que no se calla. Con su gimmick de agresividad, Breach cree que hay que hacer el trabajo rápido, y cuando le apuntan con las armas en la cara, es cuando sabe que se trata de un martes más.

## Apariencia
Breach es un hombre alto con el pelo largo y castaño recogido en una coleta, barba y bigote. Destacan sus brazos metálicos de acero al carbono con revestimiento de titanio. Lleva un chaleco verde que cubre una camisa negra con el logotipo rojo de un demonio con cuernos. El sueco también luce un gran tatuaje en el pecho. Lleva pantalones verdes que portan una pistolera a ambos lados, completados por un par de botas.